# فمی آکینونده
فمی آکینونده (انگلیسی: Femi Akinwande؛ زادهٔ ۱ مهٔ ۱۹۹۶) بازیکن فوتبال است.
از باشگاه‌هایی که در آن بازی کرده‌است می‌توان به باشگاه فوتبال دارتفورد، باشگاه فوتبال کولچستر یونایتد، باشگاه فوتبال لیترهید، باشگاه فوتبال فیشر، باشگاه فوتبال مالدون و تیپتری، و باشگاه فوتبال والتون کژوالس اشاره کرد.